# Теплота реакції
Теплота реакції — кількість теплоти, виділена або поглинена системою при протіканні в ній хімічної або фазової (фазового перетворення) реакцій, за умови відсутності якої-небудь іншої роботи, крім роботи розширення. Визначається як зміна ентальпії реакції, що відбувається при стандартних умовах: тиск 1 атм, температура 25 °C. Синонім — тепловий ефект реакції.